# سام نومبه
سام نومبه (انگلیسی: Sam Nombe؛ زادهٔ ۲۲ اکتبر ۱۹۹۸) بازیکن فوتبال است.
از باشگاه‌هایی که در آن بازی کرده‌است می‌توان به باشگاه فوتبال میلتون کینز دونز اشاره کرد.